# Alessandro Florenzi
Pour les articles homonymes, voir Florenzi.
Alessandro Florenzi, né le 11 mars 1991 à Rome en Italie, est un footballeur international italien qui évolue au poste d'arrière droit.

## Biographie

### En club

#### Les débuts
Pur produit de l'AS Rome, Alessandro Florenzi remporte en tant que capitaine le championnat Primavera avec le club romain en 2011. Il fait ses débuts en Serie A le 22 mai 2011 en remplaçant Francesco Totti à la 86e minute contre la Sampdoria lors de la dernière journée de championnat (victoire 3-1).

#### Prêt à Crotone
N'obtenant pas de temps de jeu, Alessandro Florenzi est prêté au FC Crotone afin de s'aguerrir. Le 27 août 2011, il fait ses débuts en Serie B lors de la première journée et marque pour sa première apparition sous le maillot calabrais (défaite 1-2). Il inscrit son premier doublé le 31 mars 2012 lors de la 33e journée face au Calcio Padoue (victoire 1-2).
Si l'équipe réalise une saison moyenne en finissant onzième du championnat, il effectue quant à lui un exercice réussi sur le plan personnel, terminant avec 11 buts et 2 passes décisives à son compteur pour sa première saison pleine chez les professionnels. Le 21 mai 2012 il est d'ailleurs élu meilleur jeune de Serie B.

#### Retour à l'AS Rome
Fort de cette expérience réussie, Alessandro Florenzi retourne chez les giallorossi pour la saison 2012-2013. Il suscite alors les convoitises, notamment du Chievo Vérone, mais le nouvel entraîneur romain, Zdeněk Zeman, déclare croire beaucoup en lui. Il est alors l'un des seuls Romains de naissance présents dans l'effectif professionnel avec Francesco Totti et Daniele De Rossi.
Le milieu de terrain commence la saison le 26 août 2012 lors de la première journée en remplaçant Miralem Pjanić à la 72e minute face au Calcio Catane (match nul 2-2). La journée suivante il est titularisé face à l'Inter Milan, disputant l'intégralité de la rencontre. Le jeune Romain y inscrit son premier but sous le maillot de la Roma en ouvrant le score sur une passe décisive de Francesco Totti (victoire 1-3),. Il est alors un titulaire indiscutable sous les ordres de Zdeněk Zeman,. Mais il perd cette place de titulaire à la suite de l'arrivée d'Aurelio Andreazzoli sur le banc romain en février 2013,. Pour sa première saison pleine à l'AS Rome, il participe à 39 matches toutes compétitions confondues et inscrit 4 buts.
La saison suivante, l'arrivée de Rudi Garcia à la tête de l'AS Rome entraîne son repositionnement sur l'aile droite de l'attaque,. Il participe ainsi, dans cette position, au meilleur départ en championnat de l'histoire d'une équipe de Serie A, avec 10 victoires en 10 journées, inscrivant 4 buts durant ce laps de temps,.  Lors du match opposant la Roma au Genoa, Alessandro inscrit un magnifique retourné acrobatique dont lui-même ne pensait pas que cela mènerait au but. Le 25 mars 2014, alors que la Roma est tenue en échec sur le score de 1-1, Alessandro entre en toute fin de match et inscrit le but salvateur de son équipe sur une passe de Gervinho.
Le 16 septembre 2015, en Ligue des champions de l'UEFA, contre le FC Barcelone il égalise 1-1 avec un tir de plus de 50 mètres et lobe le gardien Marc-André ter Stegen.
Il connait une blessure en octobre 2016, puis une autre en février 2017 qui le prive des terrains toute la saison. Il fait son retour sur les terrains le 16 septembre 2017 avec une victoire à domicile contre Hellas Vérone.
Après le départ de Daniele De Rossi, Florenzi prend le brassard de capitaine et devient le nouveau leader du club romain.

#### Prêt au Valence FC
Le 30 janvier 2020 l'international italien quitte l'AS Roma et va terminer la saison en Liga au Valence FC.

#### Prêt au PSG
Le 11 septembre 2020, le Paris Saint-Germain annonce l’arrivée d’Alessandro Florenzi au sein de l'effectif parisien. En provenance de l’AS Roma, l'Italien de 29 ans est prêté au club de la capitale jusqu’au 30 juin 2021. Ce prêt est assorti d’une option d’achat de 9 millions d'euros. Il marque son premier but le 2 octobre 2020 en championnat contre le SCO Angers, ouvrant le score lors d'une victoire 6-1.
Florenzi s'impose rapidement comme le titulaire indiscutable sur le côté droit de la défense parisienne. Néanmoins les idées des dirigeants parisiens sur l'activation de son option d'achat fluctuent : s'il brille par son activité offensive, le PSG possède des options plus solides en défense sous la forme de Thilo Kehrer et Colin Dagba, là où Timothée Pembélé apparait lui comme le pari sur l'avenir,,. 
L'international italien joue ensuite le rôle de protagoniste dans ce qui apparait alors comme le match le plus important de la saison parisienne contre le FC Barcelone : lors de la victoire 4-1 des Parisiens au Camp Nou, il s'illustre autant par ses retours défensifs — malgré la menace constante de Griezmann — que par sa participation offensive, son tir contré aboutissant au but du 2-1 de Kylian Mbappé,,.
Cependant, ses limites, notamment sa solidité défensive et sa capacité à répéter les efforts, sont remarquées lors de la demi-finale retour perdue contre Manchester City,. Les deux buts concédés par Paris qui enterrent leurs espoirs d'une seconde finale de Ligue des champions consécutive viennent de son côté. Il est également remplacé par Dagba durant ce match.
Il gagne cependant les premiers trophées de sa carrière, en remportant la Coupe de France et le Trophée des champions. Florenzi quitte le club à l'issue de la saison, son option d'achat n'ayant pas été levée par le club parisien. Il aura joué 36 matchs pour 2 buts inscrits et 1 passe décisive, laissant une impression mitigée.

#### Prêt à l'AC Milan
Le 21 août 2021, encore fraîchement auréolé d'un titre de champion d'Europe avec la Squadra Azzurra, Florenzi rejoint l'AC Milan en prêt avec option d'achat.

### En sélection

#### Équipes de jeunes
Après avoir fait partie des moins de 20 ans italiens sur le tard, Alessandro Florenzi est régulièrement convoqué par le sélectionneur des espoirs Ciro Ferrara. Il honore sa première sélection le 6 septembre 2011 face à la Hongrie en étant titulaire (victoire 0-3). Le 6 octobre 2011, il inscrit son premier but avec les espoirs lors de sa deuxième sélection face au Liechtenstein (victoire 2-7).
Alessandro Florenzi est convoqué par Devis Mangia afin de participer à l'Euro espoirs 2013. L'Italie atteint la finale et il dispute cette compétition en tant que titulaire[réf. nécessaire].

#### Équipe d'Italie
Le 11 novembre 2012, il est convoqué pour la première fois en sélection italienne par Cesare Prandelli, afin d'affronter l'équipe de France en match amical. Cela fait suite à l'exclusion de Daniele De Rossi du groupe, du fait de son expulsion lors du derby romain quelques jours plus tôt, qui est contraire au code d'éthique mis en place par le sélectionneur. Le 14 novembre 2012, il fait ses débuts avec la Squadra azzura face à l'équipe de France en entrant en jeu à la 50e minute à la place de Claudio Marchisio (défaite 1-2).
Le 15 octobre 2013, Alessandro Florenzi est titularisé pour la première fois en sélection face à l'Arménie. Au cours de ce match il inscrit également son premier but avec la Squadra azzura de la tête sur une passe décisive de Lorenzo Insigne (match nul 2-2).
Avec sa sélection, il remporte l'Euro 2020.

## Style de jeu
Capable d'évoluer à tous les postes du milieu de terrain dans l'axe ou sur le côté droit, il est tout d'abord formé en tant que milieu relayeur. Il sait à la fois récupérer les ballons, organiser le jeu et frapper. Alessandro Florenzi a également évolué en tant qu'arrière droit à quelques occasions au FC Crotone. À partir de la saison 2013-14 il est définitivement replacé au poste d'arrière droit à l'AS Rome par Rudi Garcia, puis plus tard en sélection italienne, tout en continuant de dépanner à tous les postes qu'il couvre, y compris sur le côté gauche.
Arrière latéral résolument offensif, il possède notamment une capacité de centre remarquable, en plus d'avoir une vitesse et un profil physique lui permettant de faire aussi des efforts défensifs, malgré son placement haut sur le terrain.

## Citations
- Florenzi explique dans une interview son point de vue sur le métier de footballeur : « Nous sommes payés pour courir, et je n'y vois aucun problème à le faire. Il y a des gens qui font beaucoup plus que nous et gagnent beaucoup moins[46]. »

## Statistiques
| Saison                | Club                       | Championnat           | Championnat | Championnat | Championnat | Coupe(s) nationale(s) | Coupe(s) nationale(s) | Coupe(s) nationale(s) | Supercoupe | Supercoupe | Supercoupe | Compétition(s) continentale(s) | Compétition(s) continentale(s) | Compétition(s) continentale(s) | Compétition(s) continentale(s) | Italie | Italie | Italie | Total | Total | Total |
| Saison                | Club                       | Division              | M.          | B.          | P.d.        | M.                    | B.                    | P.d.                  | M.         | B.         | P.d.       | Comp.                          | M.                             | B.                             | P.d.                           | M.     | B.     | P.d.   | M.    | B.    | P.d.  |
| 2010-2011             | AS Rome                    | Serie A               | 1           | 0           | 0           | 0                     | 0                     | 0                     | -          | -          | -          | C1                             | 0                              | 0                              | 0                              | -      | -      | -      | 1     | 0     | 0     |
| 2012-2013             | AS Rome                    | Serie A               | 36          | 3           | 5           | 3                     | 1                     | 0                     | -          | -          | -          | -                              | -                              | -                              | -                              | 2      | 0      | 0      | 41    | 4     | 5     |
| 2013-2014             | AS Rome                    | Serie A               | 37          | 6           | 7           | 4                     | 0                     | 1                     | -          | -          | -          | -                              | -                              | -                              | -                              | 2      | 1      | 0      | 43    | 7     | 8     |
| 2014-2015             | AS Rome                    | Serie A               | 35          | 5           | 4           | 1                     | 0                     | 0                     | -          | -          | -          | C1+C3                          | 6+3                            | 0                              | 0+1                            | 4      | 0      | 0      | 49    | 5     | 5     |
| 2015-2016             | AS Rome                    | Serie A               | 33          | 7           | 3           | 1                     | 0                     | 0                     | -          | -          | -          | C1                             | 8                              | 1                              | 0                              | 13     | 1      | 1      | 55    | 9     | 4     |
| 2016-2017             | AS Rome                    | Serie A               | 9           | 0           | 3           | 0                     | 0                     | 0                     | -          | -          | -          | C1+C3                          | 1+3                            | 0+1                            | 0                              | 3      | 0      | 0      | 16    | 1     | 3     |
| 2017-2018             | AS Rome                    | Serie A               | 32          | 1           | 4           | 0                     | 0                     | 0                     | -          | -          | -          | C1                             | 10                             | 0                              | 0                              | 4      | 0      | 0      | 46    | 1     | 4     |
| 2018-2019             | AS Rome                    | Serie A               | 28          | 3           | 2           | 1                     | 0                     | 0                     | -          | -          | -          | C1                             | 8                              | 0                              | 1                              | 4      | 0      | 0      | 41    | 3     | 3     |
| 2019-2020             | AS Rome                    | Serie A               | 8           | 0           | 0           | -                     | -                     | -                     | -          | -          | -          | C3                             | 1                              | 0                              | 0                              | 4      | 0      | 0      | 13    | 0     | 0     |
| Sous-total            | Sous-total                 | Sous-total            | 219         | 25          | 28          | 10                    | 1                     | 1                     | -          | -          | -          | -                              | 40                             | 2                              | 1                              | 36     | 2      | 1      | 305   | 30    | 31    |
| 2011-2012             | FC Crotone (prêt)          | Serie B               | 35          | 11          | 4           | 2                     | 0                     | 0                     | -          | -          | -          | -                              | -                              | -                              | -                              | -      | -      | -      | 37    | 11    | 4     |
| Sous-total            | Sous-total                 | Sous-total            | 35          | 11          | 4           | 2                     | 0                     | 0                     | -          | -          | -          | -                              | -                              | -                              | -                              | -      | -      | -      | 37    | 11    | 4     |
| 2019-2020             | Valence CF (prêt)          | Liga                  | 12          | 0           | 0           | 1                     | 0                     | 0                     | -          | -          | -          | C1                             | 1                              | 0                              | 0                              | -      | -      | -      | 14    | 0     | 0     |
| Sous-total            | Sous-total                 | Sous-total            | 13          | 0           | 0           | 1                     | 0                     | 0                     | -          | -          | -          | -                              | 1                              | 0                              | 0                              | -      | -      | -      | 15    | 0     | 0     |
| 2020-2021             | Paris Saint-Germain (prêt) | Ligue 1               | 21          | 2           | 1           | 4                     | 0                     | 0                     | 1          | 0          | 0          | C1                             | 10                             | 0                              | 0                              | 9      | 0      | 1      | 45    | 2     | 2     |
| Sous-total            | Sous-total                 | Sous-total            | 21          | 2           | 1           | 4                     | 0                     | 0                     | 1          | 0          | 0          | -                              | 10                             | 0                              | 0                              | 9      | 0      | 1      | 45    | 2     | 2     |
| 2021-2022             | Milan AC (prêt)            | Serie A               | 24          | 2           | 0           | 2                     | 0                     | 0                     | 0          | 0          | 0          | C1                             | 4                              | 0                              | 0                              | 4      | 0      | 0      | 34    | 2     | 0     |
| 2022-2023             | Milan AC                   | Serie A               | 6           | 0           | 0           | -                     | -                     | -                     | -          | -          | -          | C1                             | -                              | -                              | -                              | -      | -      | -      | 6     | 0     | 0     |
| 2023-2024             | Milan AC                   | Serie A               | 32          | 1           | 4           | 1                     | 0                     | 0                     | -          | -          | -          | C1+C3                          | 3+4                            | 0+0                            | 0+1                            | -      | -      | -      | 40    | 1     | 5     |
| Sous-total            | Sous-total                 | Sous-total            | 63          | 3           | 4           | 3                     | 0                     | 0                     | 0          | 0          | 0          | -                              | 11                             | 0                              | 1                              | 4      | 0      | 0      | 81    | 3     | 5     |
| Total sur la carrière | Total sur la carrière      | Total sur la carrière | 350         | 41          | 37          | 20                    | 1                     | 1                     | 1          | 0          | 0          | -                              | 62                             | 2                              | 2                              | 49     | 2      | 2      | 482   | 46    | 42    |

## Palmarès

### En sélection
Italie espoirs
- Euro espoirs
  - Finaliste : 2013.

 Italie
- Championnat d'Europe
  - Champion : 2021.

- Coupe des champions CONMEBOL–UEFA
  - Finaliste : 2022

### En club
AS Rome
- Vainqueur du Championnat Primavera en 2011.
- Vice-champion de Serie A en 2014, 2015 et 2017.

 Paris Saint-Germain
- Vainqueur du Trophée des champions 2020.
- Vainqueur de la Coupe de France en 2021.
- Vice-champion de France en 2021.

 AC Milan
- Champion d'Italie en 2022.

### Individuel
Meilleur jeune de Serie B : 2012.